# Periphyllus aesculi
Periphyllus aesculi är en insektsart som beskrevs av Hille Ris Lambers 1933. Periphyllus aesculi ingår i släktet Periphyllus och familjen långrörsbladlöss. Inga underarter finns listade i Catalogue of Life.